# Hyper Knife
Hyper Knife (koreanischer Originaltitel: 하이퍼 나이프) ist eine südkoreanische Serie, die von den Produktionsfirmen Blaad Studios und Dongpung für die Walt Disney Company umgesetzt wurde. In Südkorea fand die Premiere der Serie am 19. März 2025 als Original durch Disney+ via Star statt. Im deutschsprachigen Raum erfolgte die Erstveröffentlichung der Serie am selben Tag durch Disney+ via Star.

## Handlung
Nachdem Dr. Jeong Se-ok, eine brillante, aber in Ungnade gefallene Neurochirurgin, ihre Approbation als Ärztin verloren hat, setzt sie ihre Leidenschaft für Medizin und Forschung im Untergrund fort und führt illegale Operationen und Experimente durch, angetrieben von ihrem unstillbaren Durst, die Grenzen der Neurowissenschaften zu erweitern. Als sich ihr Weg erneut mit dem ihres einstigen Mentors, dem berühmten, aber rätselhaften Dr. Choi Deok-hee, kreuzt, der für ihre Approbation als Ärztin verantwortlich ist, werden alte Wunden aufgerissen und ein gefährlicher Kampf um Macht, Fortschritt und Vergeltung entbrennt, während Jeong Se-ok ihre bahnbrechenden, aber ethisch fragwürdigen Verfahren weiter vertieft.

## Besetzung und Synchronisation
Die deutschsprachige Synchronisation entstand nach den Dialogbüchern von Thomas Maria Lehmann sowie unter der Dialogregie von Katharina von Keller durch die Synchronfirma DMT Studios in Hamburg.
| Rolle               | Schauspieler    | Synchronsprecher     |
| ------------------- | --------------- | -------------------- |
| Dr. Jeong Se-ok     | Park Eun-bin    | Leonie Landa         |
| Dr. Choi Deok-hee   | Sol Kyung-gu    | Achim Buch           |
| Seo Yeong-ju        | Yoon Chan-young | Flemming Stein       |
| Dr. Ha U-yeong      | Lee Jung-sic    | Jesse Grimm          |
| Dr. Han Hyeon-ho    | Park Byung-eun  | Vincent Fallow       |
| Dr. Song Ji-nu      | Oh Yong         | Marc Seidenberg      |
| Alan Kim            | Han Joon-woo    | Patrick Stamme       |
| Jung Byeong-ho      | Shin Sung-kyun  | Manfred Liptow       |
| Kim Doo-bong        | Kim Jong-man    | Christos Topulos     |
| Kim Eun-tae         | Kim Jae-gun     | Sven Dahlem          |
| Kim Ki-young        | Ryu Hae-jun     | Lino Böttcher        |
| Kim Myeong-jin      | Kim Hak-sun     | Volker Hanisch       |
| Kim Se-guk          | Yoon Jung-hoon  | Benjamin Hansen      |
| Kim Yeong-sin       | Kim Soo-yeon    | Elisa Pioch          |
| Kwon Sin-gyu        | Lee Tae-young   | Jonas Minthe         |
| Lee Wan-il          | Jang Won-hyung  | David Berton         |
| Min Hyeon-ju        | Won Hyun-joon   | Christian Rudolf     |
| Na Hye-su           | Lee Seung-yeon  | Sarah Diener         |
| Pyo In-guk          | Kim Yeon-chul   | Martin Brücker       |
| Song Eun-chae       | Lee Ji-hyun     | Cornelia Prescher    |
| Yang Dong-yeong     | Yoo Seung-mok   | Nilz Bessel          |
| Nanae Ichida        | Haruhi Ryōga    | Elena Wilms          |
| Ggong-chi           | Lee Dong-hyun   | Ben Küch             |
| Mi-ran              | Jang Sun        | Katharina von Keller |
| Sang-gi             | Kim Chan-hyung  | Michael Bideller     |
| Yong-seok           | Won Choon-gyu   | Kai Henrik Möller    |
| Frau Ra             | Kang Ji-eun     | Gabriele Libbach     |
| Herr Kang           | Lee Dong-hee    | Frank Jordan         |
| Polizeibeamter Park | Moon Jung-woong | Nils Rieke           |
| Teamleiter Seong    | Oh Hyun-soo     | Martin May           |

## Episodenliste
| Nr. | Deutscher Titel | Originaltitel | Erstveröffentlichung (Südkorea) | Deutschsprachige Erstveröffentlichung (D/A/CH) |
| --- | --------------- | ------------- | ------------------------------- | ---------------------------------------------- |
| 1   | Folge 1         | 제 1화        | 19. März 2025                   | 19. März 2025                                  |
| 2   | Folge 2         | 제 2화        | 19. März 2025                   | 19. März 2025                                  |
| 3   | Folge 3         | 제 3화        | 26. März 2025                   | 26. März 2025                                  |
| 4   | Folge 4         | 제 4화        | 26. März 2025                   | 26. März 2025                                  |
| 5   | Folge 5         | 제 5화        | 2. Apr. 2025                    | 2. Apr. 2025                                   |
| 6   | Folge 6         | 제 6화        | 2. Apr. 2025                    | 2. Apr. 2025                                   |
| 7   | Folge 7         | 제 7화        | 9. Apr. 2025                    | 9. Apr. 2025                                   |
| 8   | Folge 8         | 제 8화        | 9. Apr. 2025                    | 9. Apr. 2025                                   |